# Ślepsk
Ślepsk – osiedle w Augustowie w województwie podlaskim.

## Położenie
Ślepsk jest położony ok. 4 km na północny zachód od centrum miasta, przy ul. Rajgrodzkiej (droga wojewódzka nr 664), nad brzegiem jeziora Necko. Nazwę Ślepsk nosi również zachodnia zatoka jeziora Necko. 

## Współczesność
Na osiedlu przeważają domy jednorodzinne. Znajduje się tu także firma MPPB J.W. „Ślepsk”, zajmująca się produkcją jachtów i budownictwem, oraz kilka pensjonatów. Jest też użyta w nazwie klubu siatkarskiego Ślepsk Suwałki, działającego do 2009 w Augustowie.

## Historia
Przynajmniej od 1738 w Ślepsku działał młyn wodny wystawiony przez Paców. Nazwa Ślepsk przyjęła się od nazwiska pracujących tam młynarzy Ślepskich. W 1827 w okolicach Ślepska powstały dwa wiatraki, zlicytowane i rozebrane w 1840. Kolejne trzy wiatraki zbudowano w Ślepsku pod koniec XIX w.
Według Powszechnego Spisu Ludności z 1921 roku Ślepsk był zamieszkiwany przez 12 osób, wśród których 8 zadeklarowało wyznanie rzymskokatolickie a 4 mojżeszowe. Podobny podział zachodził jeśli chodzi o narodowość.
Intensywniejsza zabudowa osiedla rozpoczęła się w latach 90. XX w.